# Đài phun nước Maximilian
Đài phun nước Maximilian, hay còn gọi là Đài phun nước Roland (tiếng Slovakia: Maximiliánova fontána, hoặc Rolandova Fontana) là đài phun nước lâu đời nhất ở thủ đô Bratislava của Slovakia. Đài phun nước này tọa lạc trên Quảng trường chính ở Phố cổ Bratislava từ năm 1572. Ngày nay, đây là một trong những điểm hẹn lý tưởng của người dân thành phố và khách du lịch.

## Lịch sử

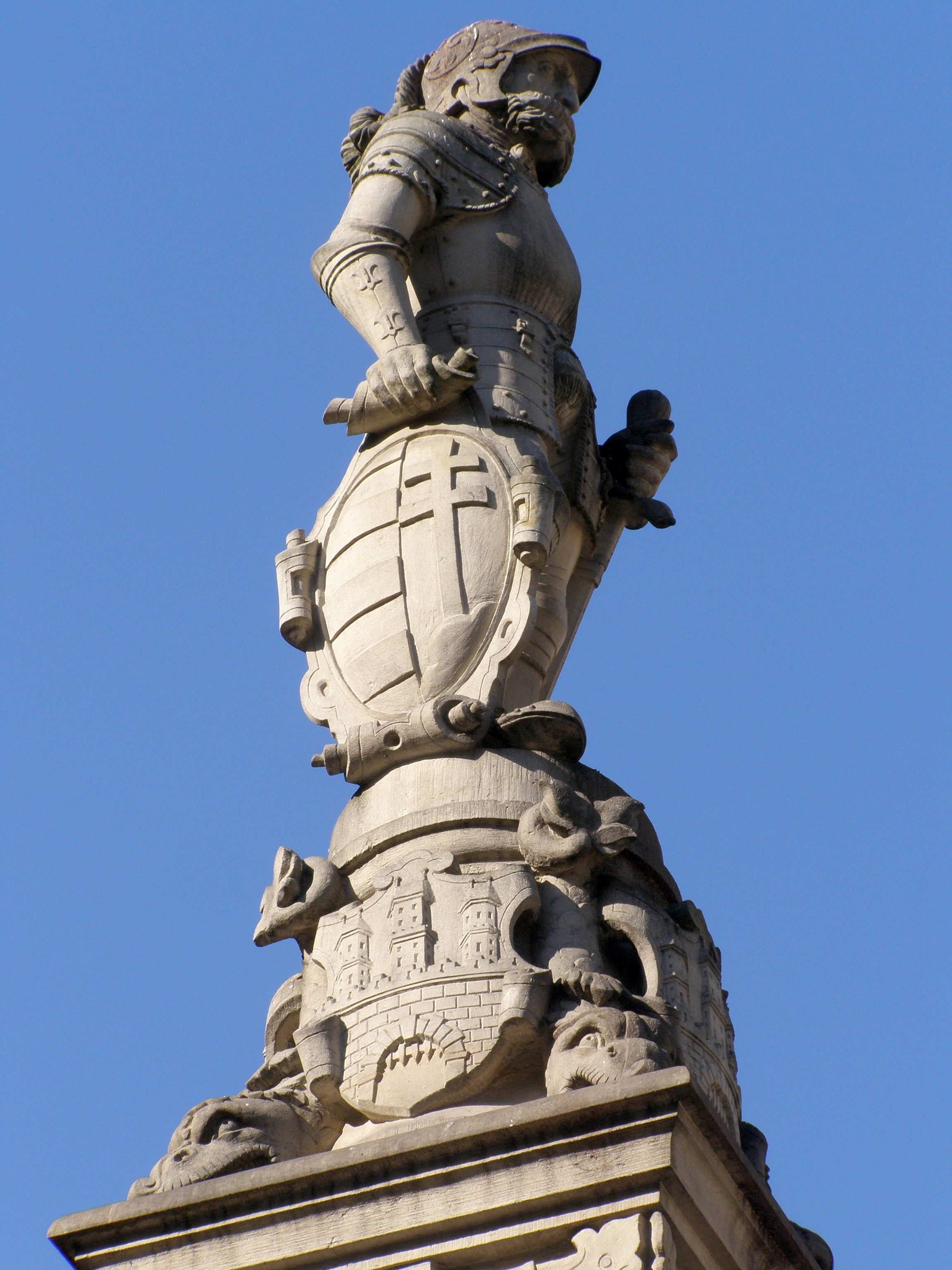
Tượng vua Maximilian II (2012)

Đài phun nước Maximilian được xây dựng theo phong cách Phục hưng vào năm 1572, trở thành tượng đài kỷ niệm và là minh chứng cho sự kiện vua Maximilian II của Thánh chế La Mã đã đăng quang tại thành phố Bratislava. Bức tượng ở đài phun nước do bậc thầy điêu khắc Andreas Luttringer thực hiện.
Đài phun nước đã trải qua nhiều lần trùng tu và sửa đổi trong suốt chiều dài lịch sử, nhưng đây vẫn là một trong những đài phun nước thời Phục hưng đẹp nhất ở Slovakia.

## Miêu tả
Đài phun nước Maximilian bao gồm một bể chứa nước hình tròn lớn với đường kính 9 mét. Đài tưởng niệm ở giữa đài phun nước cao 10,5 mét. Bức tượng ở trên đỉnh đài tưởng niệm khắc họa hình ảnh vua Maximilian II như một chàng hiệp sĩ. Hiệp sĩ này mặc áo giáp, đầu đội mũ sắt, với dáng người cao lớn. Tay trái ngài đang cầm kiếm, trong khi tay phải tựa vào một tấm khiên có biểu tượng quốc huy Hungary.